# Национальная федерация независимых республиканцев
Национальная федерация независимых республиканцев (фр. Fédération nationale des républicains et indépendants, FNRI), также Независимые республиканцы (фр. , RI) — правоцентристская либерально-консервативная политическая партия во Франции. Основана в 1962 году, политическая партия с 1966 года. Основателем и лидером был Валери Жискар д'Эстен, президент Франции в 1974—1981 годах. В 1977 году послужила основой для создания Республиканской партии, которая в следующем году присоединилась к альянсу Союз за французскую демократию.

## История
В 1962 году либерально-консервативная партия Национальный центр независимых и крестьян (CNIP) решила выйти из президентской коалиции Шарля де Голля из-за его евроскептицизма и авторитаризма. Но министры из рядов CNIP отказались покинуть кабинет и «президентское большинство». Под руководством министра финансов Валери Жискар д'Эстена они создали группу Комитет независимых республиканцев по изучению и связям (Comité d'études et de liaison des Républicains indépendants), известных как независимые республиканцы по названию парламентской группы. Они были небольшой, но влиятельной группой в президентском большинстве, которая пыталась повлиять на политику исполнительной власти в пользу экономического либерализма и европейского федерализма.
Отношения с голлистами обострились после увольнения Жискара из кабинета в 1966 году. В том же году из Комитета и парламентской группы была образована политическая партия Национальная федерация независимых республиканцев (FNRI) во главе с Жискар д’Эстеном, генеральным секретарём которой стал Мишель Понятовски, давний соратник Жискара. Сам Жискар определил Независимых республиканцев как «либеральных, центристских и проевропейских». Оставаясь частью президентского большинства, они занимали критическую позицию, следуя мнению Жискара о политике голлистов, которое он сформулировал словами «да, но…».
В 1969 году партия разделилась по поводу референдума о регионализации и реформы Сената, инициированного президентом де Голлем. Жискар призвал голосовать «нет». Референдум завершился поражением де Голля, который ушёл в отставку. На досрочных президентских выборах FNRI поддержала кандидатуру Жоржа Помпиду, бывшего премьер-министра-голлиста. После его победы независимые республиканцы присоединились к президентскому большинству и кабинету реформатора-голлиста Жака Шабана-Дельмаса, в котором Жискар стал министром экономики и финансов.
В 1974 году, после смерти президента Помпиду, Жискар выдвинул свою кандидатуру на досрочных президентских выборах 1974 года. Помимо FNRI его поддержали центристская коалиция Движение за реформы и, тайно, некоторые голлисты. В первом туре Жискар д’Эстен обошёл голлиста Жака Шабана-Дельмаса, а во втором туре победил социалиста Франсуа Миттерана.
Три года спустя на базе FNRI была создана Республиканская партия, которая стала либерально-консервативным крылом альянса Союз за французскую демократию, организованного в 1978 году для поддержки президента Жискар д’Эстена.

## Результаты выборов

### Президентские выборы
| Год  | Кандидат              | 1-й тур   | 1-й тур | 1-й тур | 2-й тур    | 2-й тур | 2-й тур | Итог               |
| Год  | Кандидат              | Голоса    | %       | Место   | Голоса     | %       | Место   | Итог               |
| ---- | --------------------- | --------- | ------- | ------- | ---------- | ------- | ------- | ------------------ |
| 1974 | Валери Жискар д'Эстен | 8 326 774 | 32,60   | 2-е     | 13 396 203 | 50,81   | 1-е     | Избран президентом |

### Парламентские выборы
| Год  | Лидер                 | 1-й тур   | 1-й тур | 2-й тур    | 2-й тур | Мандаты   | +/−   | Место | Итог                      |
| Год  | Лидер                 | Голоса    | %       | Голоса     | %       | Мандаты   | +/−   | Место | Итог                      |
| ---- | --------------------- | --------- | ------- | ---------- | ------- | --------- | ----- | ----- | ------------------------- |
| 1962 | Валери Жискар д'Эстен | 427 821   | 2,33    | 134 399    | 0,88    | 18 из 491 | новая | 6-е   | Президентское большинство |
| 1967 | Валери Жискар д'Эстен | 8 448 082 | 37,73   | 7 972 908  | 42,60   | 42 из 491 | ▲24   | 5-е   | Президентское большинство |
| 1968 | Валери Жискар д'Эстен | 9 667 532 | 43,65   | 6 762 170  | 46,39   | 61 из 491 | ▲ 19  | 5-е   | Президентское большинство |
| 1973 | Валери Жискар д'Эстен | 8 242 661 | 34,68   | 10 701 135 | 45,62   | 55 из 491 | ▼ 6   | 5-е   | Президентское большинство |